# Artemisia Geyser
De Artemisia Geyser is een geiser in het Upper Geyser Basin dat onderdeel uitmaakt van het Nationaal Park Yellowstone in de Verenigde Staten. De geiser staat in verbinding met de Atomizer Geyser.
Voordat de geiser tot eruptie komt, stroomt er enkele uren water uit de poel. Bij een eruptie wordt het water ruim 9 meter de hoogte in gespoten voor een duur van 15 tot 20 minuten. Een eruptie vindt minstens eenmaal per twee dagen plaats. Af en toe vindt voor een grote eruptie een kleine eruptie plaats van circa 5 minuten.